# Дудаковка
Дудаковка (каз. Дудаков) — упразднённое село в Сарыкольском районе Костанайской области Казахстана. Упразднено в 2017 году. Входило в состав Тагильского сельского округа. Код КАТО — 396257200.

## Население
В 1999 году население села составляло 124 человека (62 мужчины и 62 женщины). По данным переписи 2009 года, в селе проживали 63 человека (37 мужчин и 26 женщин).